# Donita Sparks
Donita Sparks (Chicago, 8 aprile 1963) è una cantautrice e chitarrista statunitense, nota come co-fondatrice della band L7, nonché fondatrice del progetto solista Donita Sparks and the Stellar Moments.

## Biografia

### Infanzia e adolescenza
Sparks nasce e cresce a Hyde Park, sobborgo di Chicago, Illinois, in una famiglia molto attiva sul piano politico e culturale. In particolare, Sparks riconosce al padre di averle trasmesso fin da piccola il senso del ritmo, e alla madre la consapevolezza per l'uguaglianza. Durante il liceo, Sparks usa i documenti di identità delle due sorelle maggiori per entrare nei locali della città: Club 950, Lucky Number e Neo. Grazie agli ascolti delle sorelle riceve le prime influenze musicali: Beatles, Monkees, Roxy Music. A 16 anni, a Chicago, va al primo concerto dei Ramones, band che segna indelebilmente la sua cultura musicale:  
Era qualcosa di splendido, energico, e i testi erano divertentissimi, geniali. Adoravo il lato tenace dei loro pezzi e anche tutto il contorno. Per me è la musica perfetta per un teenager. Oltretutto il loro look era incredibile. Rimanevo a fissare le loro foto per ore. Amavo tutto: come si presentavano, i loro artwork… Era tutto perfetto. Probabilmente sono anche stati la mia principale influenza come chitarrista. 
Dopo il diploma, conseguito nel 1981, frequenta delle lezioni alla Community Film Workshop of Chicago, lavora per uno studio fotografico e, all'età di 19 anni, si trasferisce a Los Angeles.

### L7 e successo mondiale

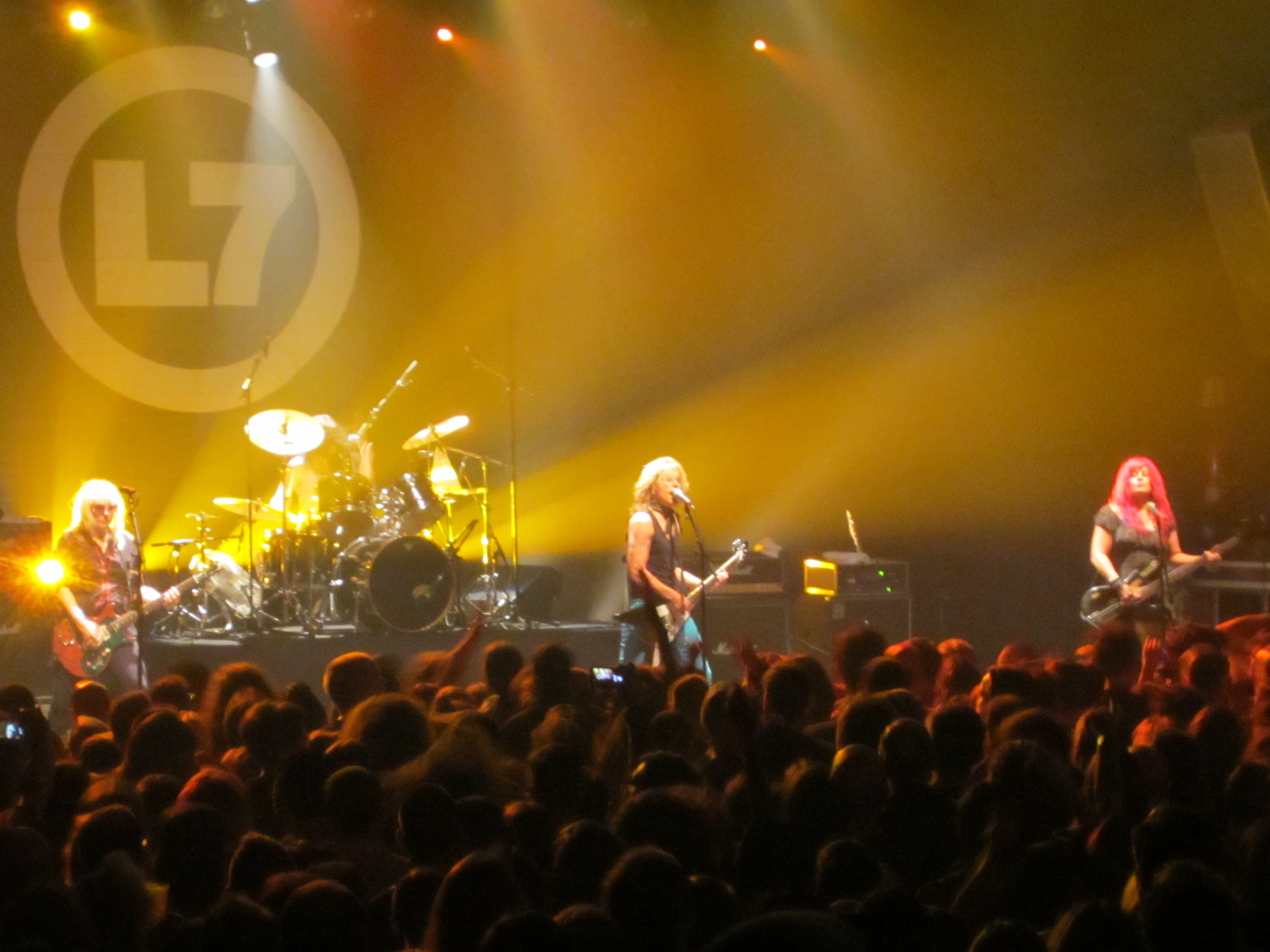
L7 in concerto al Bataclan di Parigi, 2015

Nel 1984 Sparks incontra Suzi Gardner e nel 1985 con lei forma la band L7, protagonista della scena musicale della prima metà degli anni novanta.
Di questo incontro dirà "è stato uno dei giorni più felici della mia vita".
Vedi voce principale > L7
Nel 1992, uno degli anni di maggior successo della band, Sparks si rende protagonista di due momenti particolarmente significativi per la cultura pop del periodo.
Uno è il famoso tampon incident al Reading Festival (UK), l'altro è il nudo full frontal esibito durante l'esecuzione di Pretend we're dead alla trasmissione televisiva The Word (Channel 4, UK).  Di entrambi Donita parla come di atti divertenti generati in un contesto surreale: "Nel lancio del tampone ci sono diverse cose: c'è femminismo, performance art, un pò di John Waters".

Alla fine degli anni novanta il gruppo sospende la propria attività. Al fisiologico per calo di popolarità seguono la mancanza di management e di etichetta e delle necessarie coperture economiche per registrare album e andare in tournée. Sparks riflette su questo passaggio difficile della band: 
I nostri album non passavano alla radio, non ho mai capito perché noi no e invece le band maschili cui ci paragonavano spesso, tipo i Nirvana o i Soundgarden sì. Può darsi che siamo arrivate troppo presto anche se, una volta che ce ne siamo andate, nessuno ha preso il nostro posto nel panorama musicale. Credo che siamo state uniche, perché eravamo punk di attitudine, ma la nostra musica era più che altro hard rock. Eravamo un ponte tra queste due realtà.
Forse i media mainstream del periodo non erano pronti a una band come la nostra, forse eravamo troppo minacciose".
Negli anni di inattività della band Sparks si cimenta come blogger sulla cultura pop e si dedica alla scrittura di musica ambient ed elettronica. Esordisce inoltre come solista con il disco Transmiticate (2008) di Donita Sparks and the Stellar Moments, col quale ottiene ottimo riconoscimento da parte della critica. Nello stesso anno, insieme a Kristin Hersh delle Throwing Muses, fonda CASH Music - Coalition of Artists and Stakeholders, organizzazione per l'autroproduzione e autopromozione musicale, progetto che in qualche modo anticipa Kickstarter È inoltre batterista di una tribute band, Lou Man Group, omaggio a Lou Reed and the Blue Man Group.
Nel 2012 Sparks apre la pagina Facebook delle L7 per archiviare materiale relativo alla band: la risposta della fan-base è così entusiasta da indurla a considerare di ricontattare le altre e riprendere a suonare insieme. Nel 2014 la formazione originale riallaccia i rapporti e parte per un tour mondiale. 
Le nostre relazioni sono meglio adesso di sempre. Siamo in un momento di “apprezzamento” per noi stesse e per quello che stiamo facendo. Considera che alcune di noi non si sono viste né sentite per anni, nonostante tutte e quattro viviamo a Los Angeles. Questo non solo ci ha riportato assieme come band ma anche come amiche.
Nel 2019, Sparks partecipa a un panel di discussione con, tra gli altri, Henry Rollins, Marky Ramone e John Lydon sulla docuserie Punk (Epix).
Nello stesso anno esce Scatter the rats su Blackheart Records, etichetta di Joan Jett, con quale il gruppo collabora ad alcuni pezzi. Di lei Sparks dice: "Lei è tra le donne della musica che più mi hanno ispirata, perché credo che abbia dovuto provare sé stessa miliardi di volte, è assurdo, è stata dura per lei all'inizio e adesso è rock n roll hall of fame, è una leggenda, una icona amata e riconosciuta".
Nel 2020 va in onda The Hi-Low Show With Donita Sparks, che prevede performance con musicisti ospiti.

### Femminismo, Rock for Choice e movimentoriot grrrl
Su una certa consapevolezza femminista, trasmessa dalla madre, e sul praticarla come performer rock, Sparks chiarisce: 
All'inizio è stata dura, perché, anche se i nostri amici erano fighi, trovavo la scena punk rock di Los Angeles era molto misogina e non mi ci ritrovavo affatto. È stato quando abbiamo cominciato a suonare a Seattle che ho trovato ragazzi progressisti. (...) In ogni caso, sono stata derisa e presa di mira per tutta la vita per essere una femminista. Adesso è diventata una parola di moda accostata alle grandi popstar.
Da una idea di Sue Commings, music editor di LA Weekly, Sparks ha contribuito a organizzare, insieme alle compagne di band e con il supporto della Feminist Majority Foundation, Rock for Choice (1991-2001), una raccolta fondi per sostenere la libertà sessuale e riproduttiva delle donne. La manifestazione ha avuto il supporto di band di primaria importanza della scena dell'epoca come Nirvana, Pearl Jam, Hole, Soundgarden. Di quell'esperienza, Sparks ricorda: 
Quando le L7 diedero il via a Rock For Choice, la gran parte delle interviste cominciò a vertere sulla politica, il che era molto frustrante per me, perché io volevo parlare di musica. Non ho problemi a suonare per concerti di beneficenza, e sono davvero felice di aver dato il via a Rock for Choice. Ho grande stima di chi fa attivismo. Voto e partecipo ai cortei, ma ora come ora non desidero far parte di nessuna organizzazione in particolare. Credo che sia un settore molto duro, serve molta forza per combattere il potere, è davvero difficile, e lo lascio agli attivisti. Voglio semplicemente essere una artista e, in quanto tale, dare il mio contributo.
Sull'accostamento delle L7 al movimento riot grrrl da parte dei media mainstream, Sparks tiene a rimarcare le differenze di attitudine e di background della sua band, pur riconoscendo al movimento una sua importanza e peculiarità:
È stato figo, ma era un movimento politico proveniente dai college e dalle università. Noi eravamo ragazze di città che si muovevano nel ghetto di punk e arte, non stavamo pensando di formare una band al college. Noi avevamo un gruppo per la strada, di strada. Molte delle ragazze del movimento stavano nei campus e usavano la musica per portare avanti la loro agenda politica. Noi eravamo semplicemente una band, ed eravamo interessate a essere una grande band. Eravamo femministe, sì, ma questo veniva dopo la musica. Capisci cosa intendo? Eravamo diverse. Non avevamo un punto di vista politico così pronunciato e avevamo un seguito per lo più fatto da uomini, non che lo avessimo scelto noi, ma questo è quello che accadde.

## Strumentazione
Donita Sparks suona una chitarra Gibson Flying V.

## Discografia

### L7
| Anno | Titolo                              | Etichetta           |
| 1988 | L7                                  | Epitaph Records     |
| 1990 | Smell the Magic                     | Sub Pop             |
| 1992 | Bricks Are Heavy                    | Slash Records       |
| 1994 | Hungry for Stink                    | Slash Records       |
| 1997 | The Beauty Process: Triple Platinum | Slash Records       |
| 1998 | Live: Omaha to Osaka                | Man's Ruin Records  |
| 1999 | Slap-Happy                          | Wax Tadpole Records |
| 2000 | The Slash Years                     | Slash Records       |
| 2016 | Fast and Frightening                | Easy Action Records |
| 2017 | Detroit: Live                       | Easy Action Records |
| 2019 | Scatter the Rats                    | Blackheart Records  |

### Viggo Mortensen's Spoken Word
| Anno | Titolo         | Etichetta  |
| 1999 | One Man's Meat | TDRS Music |

### Donita Sparks and the Stellar Moments
| Anno | Titolo        | Etichetta  |
| 2008 | Transmiticate | CASH Music |

## Filmografia
- La Signora Ammazzatutti (regia di John Waters, USA, 1991)